# Plaza de toros monumental de Zacatecas
La Plaza de toros monumental de Zacatecas también llamada plaza de toros de Zacatecas es una plaza de toros de primera categoría situada en Zacatecas, en el estado de Zacatecas en México.

## Descripción
Construida en piedra de cantera rosa, material de construcción característico de la ciudad. Es obra del arquitecto Marcos Aburto y los ingenieros Javier Reynoso y Salvador López. Tiene un aforo de 11,666 espectadores y se trata de una de las plazas de toros de mayor capacidad del norte del país. Además de para corridas de toros es empleada para otros eventos culturales y sociales.

## Historia

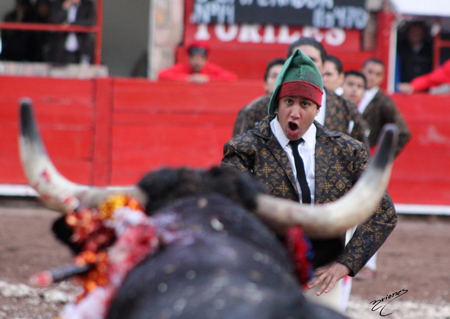
Forcados de Mazatlán en Zacatecas (2009)

La historia de la tauromaquia en Zacatecas se remonta al siglo XVI, celebrándose en corrales de madera. En 1866 se construyó la plaza de toros San Pedro para la celebración de las corridas de toros en un recinto permanente de hermosa factura, que en 1989 se convirtió en el Hotel Quinta Real Zacatecas.
Fue inaugurada el 5 de septiembre de 1976, con corrida inaugural de los diestros Manuel Martínez, el acapulqueño Antonio Lomelín y mexicano capitalino Manolo Arruza, que lidiaron toros de Torrecilla. A lo largo de los años han acudido las figuras nacionales y españolas como Paco Camino, Antoñete, Ortega Cano, El Cordobés, El Juli, o Javier Conde.
Entre los últimos triunfadores de la plaza se encuentran las salidas a hombros de Pablo Hermoso de Mendoza en varias ocasiones, Jerónimo y Luis David Adame (2021), Padilla, Andy Cartagena y Joselito Adame (2018), el moreliano Fernando Ochoa (2014) o el indulto de Hilda Tenorio a Comodín de la ganadería Marrón en 2010.
Inicialmente la plaza era gestionada por el Centro de Ferias del gobierno del Estado, y en 2022 el empresario de la plaza es Pedro Haces, Don Bull Productions. En noviembre de 2022 quedó sobreseído por la Corte Suprema de México el juicio que en agosto del año 2022 había concedido al Colectivo Nacional Anticorrupción, Asociación Civil (COLECNA) la suspensión definitiva de las 10 corridas y novilladas programadas ese año para la el serial taurino de la Feria Nacional de Zacatecas (FENAZA). Los festejos taurinos tuvieron lugar en septiembre de 2022 en la Monumental de Zacatecas en lo que se ha considerado un hito en la defensa de la tauromaquia en México frente a la suspensión de los festejos en junio de 2022 en Plaza México.

La tauromaquia es cultura, es arte, es poesía, es música, es alegría. Va mucho más allá de lo que sucede en un ruedo, por eso estoy muy contento por haber logrado que se celebrara este serial taurino con diez festejos en la bella plaza Monumental de Zacatecas
Pedro Haces, empresario de la plaza Monumental de Zacatecas